# Caca (mythologie)
Pour les articles homonymes, voir Caca.
Caca (ou Caeca) est une déesse romaine du foyer et du feu[source insuffisante]. Elle a progressivement cédé sa place face au culte grandissant de Vesta.
Son frère Cacus (ou Caecus), fils de Vulcain, crachant feu et fumée, vole huit bœufs du troupeau de Géryon, sous la garde de Hercule après son dixième travail. Cacus les cache dans son antre, mais Caca trahit son frère en révélant à Hercule le lieu où sont cachées les bêtes. Hercule les retrouve et tue alors le géant. En récompense, Caca reçoit un culte, et on entretient en son honneur un feu perpétuel, comme pour la déesse Vesta,[source insuffisante].
On a vu dans Cacus une forme de Vulcain qui a pour double humain Horatius Coclès. La forme Cāca a un équivalent exact dans le vieil-indien shākhā- et ses correspondants iraniens « branche ». Jean Haudry pose ainsi un couple de formes *khākh-o- « branche mâle », *khākh-ā- « branche femelle » désignant les deux parties principales d'un foret à feu, Caca étant le foyer et donc une forme première de Vesta.